# پوسالاکاندورا
پوسالاکاندورا (به لاتین: Pussalakandura) یک منطقهٔ مسکونی در سری‌لانکا است که در استان مرکزی (سری‌لانکا) واقع شده‌است.